# Trehörningssjön (Kvillinge socken, Östergötland, 651064-152521)
Trehörningssjön är en sjö i Norrköpings kommun i Östergötland och ingår i Kilaån-Motala ströms kustområde.